# Brenta (rzeka)
Brenta – rzeka w północnych Włoszech, na terenie regionów Wenecja Euganejska i Trydent-Górna Adyga, uchodząca do Morza Adriatyckiego.
Źródła rzeki znajdują się w Dolomitach, w jeziorach Caldonazzo i Levico, na wysokości około 450 m n.p.m. W górnym biegu rzeka płynie w kierunku wschodnim, następnie skręca na południe, tworząc przełom w Prealpach Weneckich i wypływając na równinę w pobliżu miasta Bassano del Grappa. Na północ od Padwy, od rzeki odchodzi kanał Brentella, łączący ją z rzeką Bacchiglione. W pobliżu miejscowości Stra rzekę przecina ciąg kanałów Piovego i Naviglio del Brenta (ten ostatni prowadzi starym korytem Brenty), łączących Padwę z Laguną Wenecką. W dalszym biegu rzeka płynie sztucznym korytem, aż do ujścia do Adriatyku koło Chioggii.
Długość rzeki wynosi 174 km, a powierzchnia jej dorzecza 2304 km². Jej głównym dopływem jest Cismon.